# Saint-Martin-des-Champs (Finistère)
Saint-Martin-des-Champs (bretonisch Sant-Martin-war-ar-Maez) ist eine französische Gemeinde in der Region Bretagne im Département Finistère mit 4792 Einwohnern (Stand 1. Januar 2022). Sie grenzt unmittelbar an Morlaix und liegt nur zwei Kilometer westlich des Stadtzentrums. Die bretonische Atlantikküste befindet sich fünf Kilometer nördlich. Brest liegt etwa 50 Kilometer westsüdwestlich und Paris 430 Kilometer östlich.

## Verkehr
Es gibt eine Abfahrt an der Schnellstraße E 50 (Rennes-Brest) und in Morlaix gibt es einen Regionalbahnhof. 

Bei Brest befindet sich ein Regionalflughafen.

## Bevölkerungsentwicklung
| Jahr                       | 1962 | 1968 | 1975 | 1982 | 1990 | 1999 | 2006 | 2016 |
| Einwohner                  | 2685 | 3086 | 4617 | 5170 | 4933 | 4709 | 4706 | 4593 |
| Quellen: Cassini und INSEE |      |      |      |      |      |      |      |      |

## Sehenswürdigkeiten

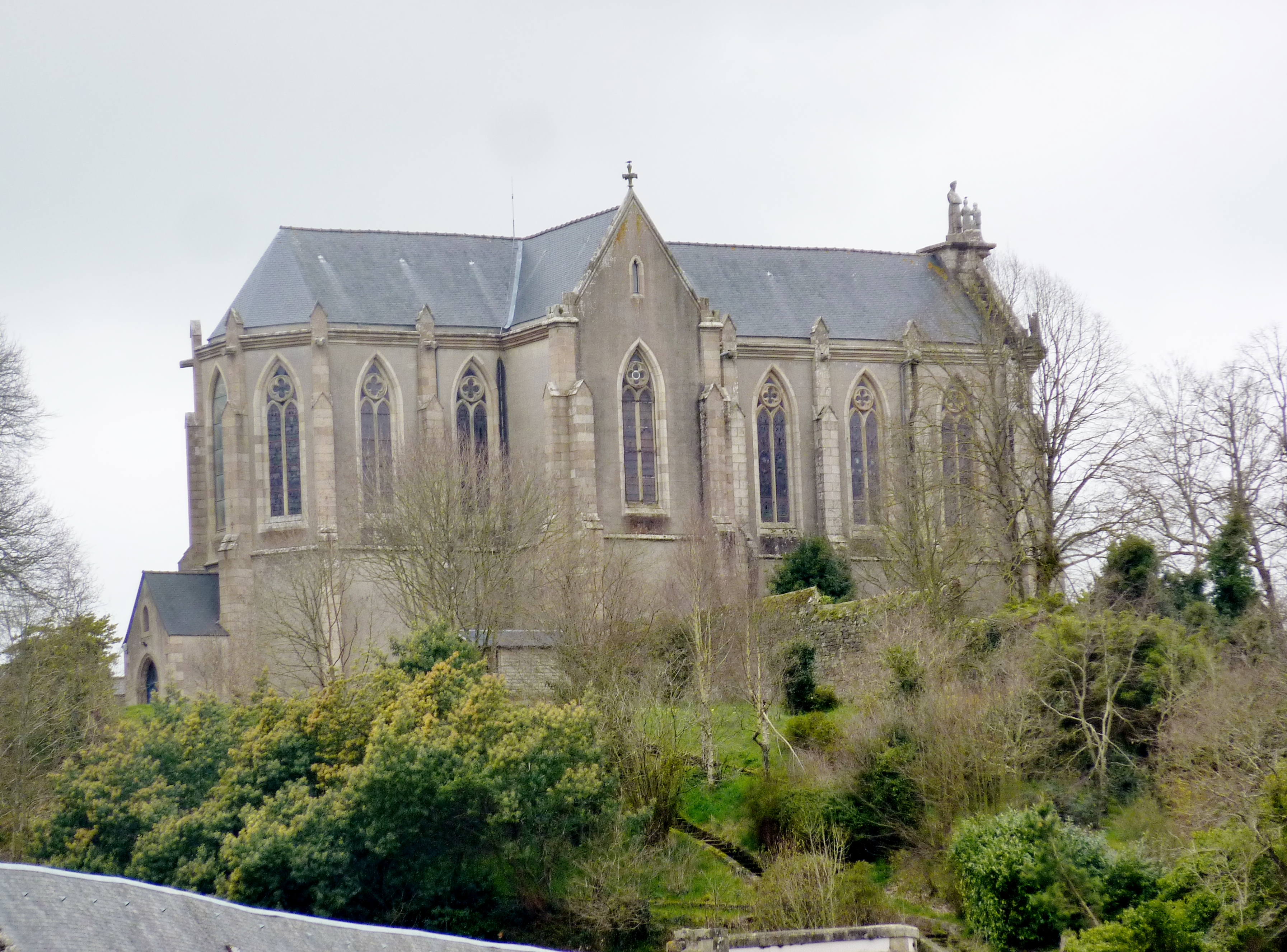
Kapelle Notre-Dame-de-la-Salette
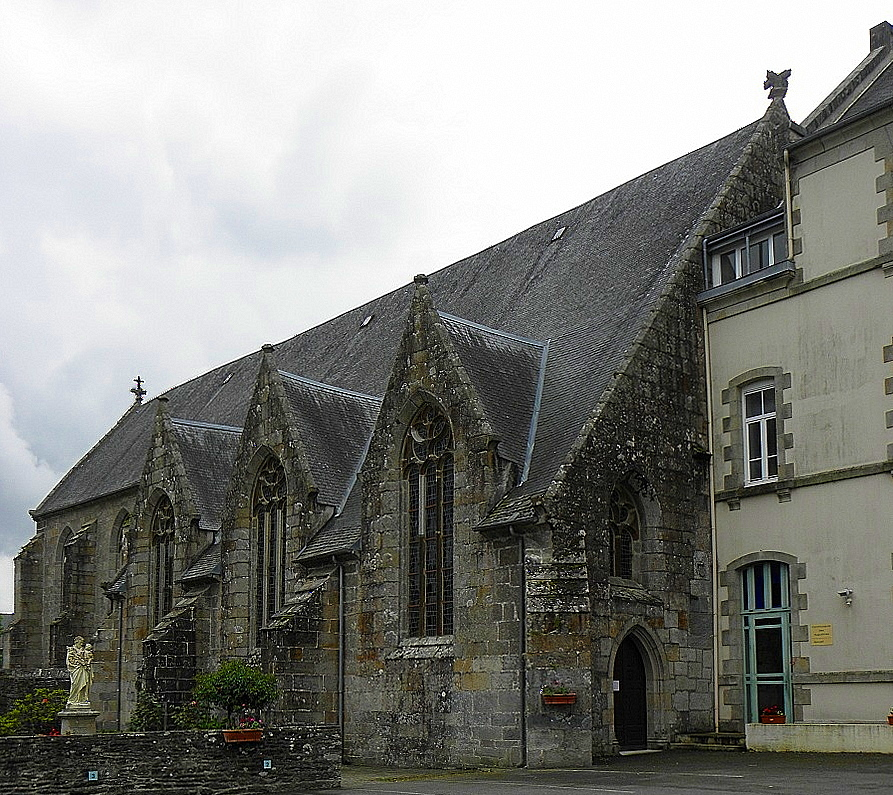
Abtei Cuburien
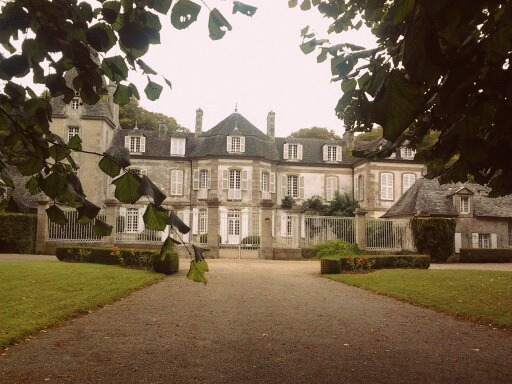
Château de Bagatelle

Siehe auch: Liste der Monuments historiques in Saint-Martin-des-Champs (Finistère)